# Joana Magdalena de Saxònia-Weissenfels
Joana Magdalena de Saxònia-Weissenfels (17 de març de 1708 - 25 de gener de 1760) era una duquessa consort de Curlàndia i Semigàlia títol assolit pel seu matrimoni amb el duc Ferran Kettler realitzat el 20 de setembre de 1730; el matrimoni no va tenir descendència. Joana Magdalena Era filla de Joan Jordi duc de Saxònia-Weissenfels i la seva esposa Frederica Elisabet de Saxònia-Eisenach.